# Neuseeländische Fußballnationalmannschaft (U-23-Männer)
Die neuseeländische U-23-Fußballnationalmannschaft ist eine Auswahlmannschaft neuseeländischer Fußballspieler, die New Zealand Football unterliegt. Sie repräsentiert den Verband bei internationalen Freundschaftsspielen wie auch bei der Ozeanien-Qualifikation für die Olympischen Sommerspiele. Bisher hat sie sich drei Mal für die Olympischen Sommerspiele qualifiziert.

## Geschichte
Erstmals nahm die Mannschaft an dem Qualifikationsturnier im Jahr 1991 teil und verpasste hier über den zweiten Platz die Qualifikation für die Spiele, hinter Australien. Das gleiche Schicksal ergeht der Mannschaft dann auch beim Turnier im Jahr 1996, diesmal waren beiden Mannschaften aber sogar punktgleich, nur kam Australien am Ende durch sein wesentlich besseres Torverhältnis weiter. Am Turnier im Jahr 1999 nahm Australien dann nicht Teil (weil diese als Gastgeber sowieso gesetzt waren) und durch die in zwei Gruppen aufgeteilten Teilnehmer kam es auch zu einer K.o.-Phase anschließend. Für diese qualifizierte sich das Team dann auch über den ersten Platz seiner Gruppe und siegte am Ende im Halbfinale auch locker über Fidschi mit 5:2 und gegen die Salomonen im Finale mit 4:1. Damit gewann die Mannschaft erstmals das Turnier. Hier war jedoch am Ende noch die Austragung eines extra Playoff-Spiels gegen einen Vertreter der CAF nötig. Dieses wurde im Hin- und Rückspiel gegen Südafrika ausgetragen und wurde am Ende mit 2:4 verloren.
Bei dem Qualifikationsturnier im Jahr 2004 gewann das Team wieder seine Gruppenphase, nach einem Halbfinale mit unbekanntem Ausgang kam es zu einem Finale gegen Australien, welches als Hin- und Rückspiel ausgetragen wurde. Hier reichte der Mannschaft nach einer 0:2-Niederlage im Hinspiel, dann auch kein 1:1 im Rückspiel mehr und man unterlag schließlich dem bisherigen Rekordsieger.
Im Kontrast zu den vorherigen Turnieren wurde die Qualifikation im Jahr 2008 wieder in einer großen Tabelle ausgetragen, an dessen Ende Neuseeland mit 15 Punkten ganz oben stand. Damit qualifizierte sich die U-23 erstmals für die Olympischen Spiele. Dieser Erfolg wurde dann bei dem Qualifikationsturnier für die Spiele 2012 wiederholt, wenn auch man trotz des Gruppengewinns mit einem 3:2-Sieg über Vanuatu und einem 1:0-Finalsieg über Fidschi denkbar knappere Ergebnisse hinnehmen musste, als noch beim letzten Turniersieg mit K.o.-Phase. So qualifizierte sich die Mannschaft nun zum zweiten Mal hintereinander für die Spiele.
Die darauffolgende Qualifikation war dann Teil der Pazifikspiele 2015. An dessen Halbfinale nahm man trotz des ersten Platzes in seiner Gruppe aber am Ende nicht teil, weil sie nicht Teil der Vereinigung waren. Grund für einen Aufruhr war im Halbfinale der Qualifikation die Mannschaft beim Sieg über Vanuatu, wo der Spieler Deklan Wynne eingesetzt wurde, welcher aufgrund seiner Herkunft aber eigentlich gar nicht für die Neuseeländer spielberechtigt gewesen war. Daher wurde dieser Halbfinalsieg noch am Tag des Finalspiels am Ende als 0:3-Niederlage gewertet und somit rückte Vanuatu in das Finalspiel vor. Somit gelang es nicht, sich ein Drittes Mal in Folge für die Spiele zu qualifizieren.
Bei der Qualifikation im Jahr 2019 gelang dann wieder ein Gruppensieg und mit deutlichen Siegen gegen Fidschi und die Salomonen im Finale konnte man sich nun auch wieder für die Spiele qualifizieren.

## Ergebnisse bei Turnieren
| Jahr | Platzierung |
| ---- | ----------- |
| 1991 | 2. Platz    |
| 1996 | 2. Platz    |
| 1999 | 1. Platz    |
| 2004 | 2. Platz    |
| 2008 | 1. Platz    |
| 2012 | 1. Platz    |
| 2015 | Halbfinale  |
| 2019 | 1. Platz    |